# Widmark & Platzer

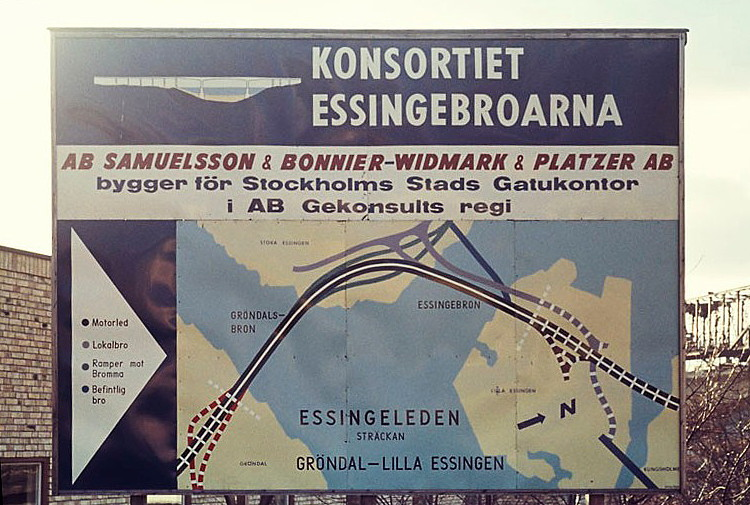
Widmark & Platzers byggskylt för bygget av Essingebroarna 1964.

Widmark & Platzer AB var en av Sveriges ledande byggnadsentreprenörer som existerade från 1948 till 1969.

## Historik
Widmark & Platzer grundades 1948 av civilingenjören Sven Platzer (1914–2014) och byggnadsingenjören Bo Widmark (1915–2002). Bolaget byggde kraftverk, industrier och bostäder, både i Sverige och i ett femtiotal andra länder, bland annat Tyskland och Saudiarabien. Företaget var en av miljonprogrammets stora byggmästare och deltog även i bygget av Essingeleden i Stockholm. 1964 hade Widmark & Platzer 1 100 anställda. Tillsammans med två andra  svenska byggföretag fusionerade Widmark och Platzer 1969 till Platzer Bygg AB som 1997 sålde sin byggrörelse i Stockholm för att bli ett renodlat fastighetsbolag under namnet Platzer Fastigheter.